# Grange, Sligo
Grange (iriska: An Ghráinseach) är en ort i republiken Irland.   Den ligger i grevskapet Sligo och provinsen Connacht, i den norra delen av landet, 190 km nordväst om huvudstaden Dublin. Grange ligger 40 meter över havet och antalet invånare är 578.
Terrängen runt Grange är platt västerut, men åt sydost är den kuperad. Havet är nära Grange åt nordväst.Runt Grange är det glesbefolkat, med 19 invånare per kvadratkilometer. Närmaste större samhälle är Sligo, 14,8 km söder om Grange. Trakten runt Grange består i huvudsak av gräsmarker.